# Mando Diao/Diskografie
Diese Diskografie ist eine Übersicht über die musikalischen Werke der schwedischen Rock-Musikgruppe Mando Diao. Den Schallplattenauszeichnungen zufolge hat sie mehr als 1,3 Millionen Tonträger verkauft, davon alleine in ihrer Heimat über 300.000. Ihre erfolgreichste Veröffentlichung ist die Single Dance with Somebody mit über 300.000 verkauften Einheiten.

## Alben

### Studioalben
| Jahr | Titel                       | Höchstplatzierung, Gesamtwochen, AuszeichnungChartplatzierungen (Jahr, Titel, Platzierungen, Wochen, Auszeichnungen, Anmerkungen) | Höchstplatzierung, Gesamtwochen, AuszeichnungChartplatzierungen (Jahr, Titel, Platzierungen, Wochen, Auszeichnungen, Anmerkungen) | Höchstplatzierung, Gesamtwochen, AuszeichnungChartplatzierungen (Jahr, Titel, Platzierungen, Wochen, Auszeichnungen, Anmerkungen) | Höchstplatzierung, Gesamtwochen, AuszeichnungChartplatzierungen (Jahr, Titel, Platzierungen, Wochen, Auszeichnungen, Anmerkungen) | Höchstplatzierung, Gesamtwochen, AuszeichnungChartplatzierungen (Jahr, Titel, Platzierungen, Wochen, Auszeichnungen, Anmerkungen) | Anmerkungen                                                  |
| Jahr | Titel                       | DE | AT | CH | UK | SE | Anmerkungen                                                  |
| ---- | --------------------------- | --- | --- | --- | --- | --- | ------------------------------------------------------------ |
| 2002 | Bring ’Em In                | — | — | — | — | SE5 Gold · (15 Wo.)SE | Erstveröffentlichung: Oktober 2002 Verkäufe: + 30.000        |
| 2004 | Hurricane Bar               | DE18 Gold · (32 Wo.)DE | AT25 Gold · (34 Wo.)AT | CH26 (19 Wo.)CH | — | SE6 (13 Wo.)SE | Erstveröffentlichung: 22. September 2004 Verkäufe: + 115.000 |
| 2006 | Ode to Ochrasy              | DE3 Gold · (16 Wo.)DE | AT2 Gold · (16 Wo.)AT | CH5 (9 Wo.)CH | — | SE7 (13 Wo.)SE | Erstveröffentlichung: 25. August 2006 Verkäufe: + 115.000    |
| 2007 | Never Seen the Light of Day | DE9 (6 Wo.)DE | AT10 (10 Wo.)AT | CH10 (3 Wo.)CH | — | SE9 (14 Wo.)SE | Erstveröffentlichung: 22. Oktober 2007                       |
| 2009 | Give Me Fire!               | DE1 Platin · (37 Wo.)DE | AT1 Gold · (25 Wo.)AT | CH1 Platin · (33 Wo.)CH | — | SE2 (28 Wo.)SE | Erstveröffentlichung: 13. Februar 2009 Verkäufe: + 240.000   |
| 2012 | Infruset                    | — | — | CH97 (1 Wo.)CH | — | SE1 ×4Vierfachplatin · (96 Wo.)SE                                                                                                 | Erstveröffentlichung: 2. November 2012 Verkäufe: + 160.000   |
| 2014 | Ælita                       | DE6 (15 Wo.)DE | AT14 (5 Wo.)AT | CH8 (12 Wo.)CH | — | SE1 (18 Wo.)SE | Erstveröffentlichung: 2. Mai 2014                            |
| 2017 | Good Times                  | DE11 (5 Wo.)DE | AT16 (2 Wo.)AT | CH8 (7 Wo.)CH | — | SE10 (2 Wo.)SE | Erstveröffentlichung: 12. Mai 2017                           |
| 2019 | Bang                        | DE17 (1 Wo.)DE | AT26 (2 Wo.)AT | CH50 (1 Wo.)CH | — | SE4 (3 Wo.)SE | Erstveröffentlichung: 18. Oktober 2019                       |
| 2020 | I solnedgången              | — | — | — | — | SE2 Gold · (14 Wo.)SE | Erstveröffentlichung: 12. Juni 2020 Verkäufe: + 15.000       |
| 2023 | Boblikov’s Magical World    | DE91 (1 Wo.)DE | — | — | — | — | Erstveröffentlichung: 28. April 2023                         |

### Livealben
| Jahr | Titel                            | Höchstplatzierung, Gesamtwochen, AuszeichnungChartplatzierungen (Jahr, Titel, Platzierungen, Wochen, Auszeichnungen, Anmerkungen) | Höchstplatzierung, Gesamtwochen, AuszeichnungChartplatzierungen (Jahr, Titel, Platzierungen, Wochen, Auszeichnungen, Anmerkungen) | Höchstplatzierung, Gesamtwochen, AuszeichnungChartplatzierungen (Jahr, Titel, Platzierungen, Wochen, Auszeichnungen, Anmerkungen) | Höchstplatzierung, Gesamtwochen, AuszeichnungChartplatzierungen (Jahr, Titel, Platzierungen, Wochen, Auszeichnungen, Anmerkungen) | Höchstplatzierung, Gesamtwochen, AuszeichnungChartplatzierungen (Jahr, Titel, Platzierungen, Wochen, Auszeichnungen, Anmerkungen) | Anmerkungen                                                 |
| Jahr | Titel                            | DE | AT | CH | UK | SE | Anmerkungen                                                 |
| ---- | -------------------------------- | --- | --- | --- | --- | --- | ----------------------------------------------------------- |
| 2010 | MTV Unplugged – Above and Beyond | DE6 Gold · (29 Wo.)DE | AT13 (8 Wo.)AT | CH27 (3 Wo.)CH | — | SE46 (2 Wo.)SE | Erstveröffentlichung: 12. November 2010 Verkäufe: + 100.000 |

### Kompilationen
| Jahr | Titel                                   | Höchstplatzierung, Gesamtwochen, AuszeichnungChartplatzierungen (Jahr, Titel, Platzierungen, Wochen, Auszeichnungen, Anmerkungen) | Höchstplatzierung, Gesamtwochen, AuszeichnungChartplatzierungen (Jahr, Titel, Platzierungen, Wochen, Auszeichnungen, Anmerkungen) | Höchstplatzierung, Gesamtwochen, AuszeichnungChartplatzierungen (Jahr, Titel, Platzierungen, Wochen, Auszeichnungen, Anmerkungen) | Höchstplatzierung, Gesamtwochen, AuszeichnungChartplatzierungen (Jahr, Titel, Platzierungen, Wochen, Auszeichnungen, Anmerkungen) | Höchstplatzierung, Gesamtwochen, AuszeichnungChartplatzierungen (Jahr, Titel, Platzierungen, Wochen, Auszeichnungen, Anmerkungen) | Anmerkungen                            |
| Jahr | Titel                                   | DE | AT | CH | UK | SE | Anmerkungen                            |
| ---- | --------------------------------------- | --- | --- | --- | --- | --- | -------------------------------------- |
| 2009 | The Malevolence of Mando Diao 2002–2007 | DE58 (2 Wo.)DE | AT67 (1 Wo.)AT | — | — | SE30 (1 Wo.)SE | Erstveröffentlichung: 12. Oktober 2009 |
| 2012 | Greatest Hits Vol.1                     | DE35 (2 Wo.)DE | AT60 (1 Wo.)AT | CH40 (4 Wo.)CH | — | SE8 (8 Wo.)SE | Erstveröffentlichung: 6. Januar 2012   |

Weitere Kompilationen
- 2011: Ghosts&Phantoms

### EPs
- 2002: Motown Blood
- 2003: Sheepdog
- 2004: Paralyzed
- 2004: Clean Town
- 2009: Mean Street
- 2020: All the People
- 2022: Stop the Train, Vol. 1

## Singles
| Jahr | Titel Album                                                                      | Höchstplatzierung, Gesamtwochen, AuszeichnungChartplatzierungen (Jahr, Titel, Album, Platzierungen, Wochen, Auszeichnungen, Anmerkungen) | Höchstplatzierung, Gesamtwochen, AuszeichnungChartplatzierungen (Jahr, Titel, Album, Platzierungen, Wochen, Auszeichnungen, Anmerkungen) | Höchstplatzierung, Gesamtwochen, AuszeichnungChartplatzierungen (Jahr, Titel, Album, Platzierungen, Wochen, Auszeichnungen, Anmerkungen) | Höchstplatzierung, Gesamtwochen, AuszeichnungChartplatzierungen (Jahr, Titel, Album, Platzierungen, Wochen, Auszeichnungen, Anmerkungen) | Höchstplatzierung, Gesamtwochen, AuszeichnungChartplatzierungen (Jahr, Titel, Album, Platzierungen, Wochen, Auszeichnungen, Anmerkungen) | Anmerkungen                                              |
| Jahr | Titel Album                                                                      | DE | AT | CH | UK | SE | Anmerkungen                                              |
| ---- | -------------------------------------------------------------------------------- | --- | --- | --- | --- | --- | -------------------------------------------------------- |
| 2002 | Motown Blood Bring ’em In                                                        | — | — | — | — | SE37 (6 Wo.)SE | Erstveröffentlichung: 4. Juli 2002                       |
| 2002 | Mr. Moon Bring ’Em In                                                            | — | — | — | — | SE33 (5 Wo.)SE | Erstveröffentlichung: 5. September 2002                  |
| 2002 | The Band Bring ’Em In                                                            | — | — | — | — | SE52 (4 Wo.)SE | Erstveröffentlichung: 19. Dezember 2002                  |
| 2004 | Clean Town Hurricane Bar                                                         | — | — | — | — | SE29 (6 Wo.)SE | Erstveröffentlichung: 27. August 2004                    |
| 2004 | God Knows Hurricane Bar                                                          | DE90 (2 Wo.)DE | — | — | UK64 (1 Wo.)UK | — | Erstveröffentlichung: 2004                               |
| 2005 | Down in the Past Hurricane Bar                                                   | DE87 (9 Wo.)DE | — | — | — | — | Erstveröffentlichung: 10. Januar 2005                    |
| 2005 | You Can’t Steal My Love Hurricane Bar                                            | — | — | — | UK73 (1 Wo.)UK | — | Erstveröffentlichung: 21. Februar 2005                   |
| 2006 | Long Before Rock ’n’ Roll Ode to Ochrasy                                         | DE53 (4 Wo.)DE | AT53 (6 Wo.)AT | CH69 (5 Wo.)CH | — | SE16 (9 Wo.)SE | Erstveröffentlichung: 11. August 2006                    |
| 2007 | If I Don’t Live Today, Then I Might Be Here Tomorrow Never Seen the Light of Day | — | — | — | — | SE15 (8 Wo.)SE | Erstveröffentlichung: 24. September 2007                 |
| 2007 | Never Seen the Light of Day                                                      | — | — | — | — | SE34 (1 Wo.)SE | Erstveröffentlichung: 22. Oktober 2007                   |
| 2009 | Dance with Somebody Give Me Fire!                                                | DE2 Platin · (46 Wo.)DE | AT1 (35 Wo.)AT | CH3 (42 Wo.)CH | — | SE4 (22 Wo.)SE | Erstveröffentlichung: 2. Januar 2009 Verkäufe: + 300.000 |
| 2009 | Gloria Give Me Fire!                                                             | DE33 (9 Wo.)DE | AT32 (10 Wo.)AT | CH39 (19 Wo.)CH | — | SE12 (29 Wo.)SE | Erstveröffentlichung: 15. Mai 2009                       |
| 2009 | Mean Street Give Me Fire!                                                        | DE89 (1 Wo.)DE | — | — | — | — | Erstveröffentlichung: 14. August 2009                    |
| 2009 | Nothing Without You Give Me Fire!                                                | DE76 (2 Wo.)DE | — | — | — | — | Erstveröffentlichung: 11. Dezember 2009                  |
| 2010 | Down in the Past [MTV Unplugged] MTV Unplugged – Above and Beyond                | DE53 (7 Wo.)DE | AT58 (1 Wo.)AT | — | — | — | Erstveröffentlichung: 8. November 2010                   |
| 2011 | Christmas Could Have Been Good Greatest Hits Vol.1                               | — | — | — | — | SE97 (1 Wo.)SE | Erstveröffentlichung: 2. Dezember 2011                   |
| 2012 | Strövtåg i hembygden Infruset                                                    | — | — | — | — | SE18 (102 Wo.)SE | Erstveröffentlichung: September 2012                     |
| 2012 | En sångarsaga Infruset                                                           | — | — | — | — | SE57 (1 Wo.)SE | Erstveröffentlichung: September 2012                     |
| 2014 | Black Saturday Ælita                                                             | DE8 Gold · (18 Wo.)DE | AT28 (10 Wo.)AT | CH21 (8 Wo.)CH | — | SE— PlatinSE | Erstveröffentlichung: 25. April 2014 Verkäufe: + 150.000 |
| 2015 | Love Last Forever –                                                              | — | — | — | — | SE94 Gold · (2 Wo.)SE | Erstveröffentlichung: 27. Februar 2015                   |
| 2020 | Långsamt I soldnedgången                                                         | — | — | — | — | SE81 (1 Wo.)SE | Erstveröffentlichung: 12. Juni 2020                      |

Weitere Singles
- 2003: Sheepdog
- 2004: Paralyzed
- 2006: Good Morning, Herr Horst (anstelle von TV & Me im deutschsprachigen Raum veröffentlicht)
- 2007: TV & Me
- 2007: The Wildfire (If It Was True)
- 2007: Ochrasy
- 2008: Train on Fire
- 2009: The Quarry
- 2012: I ungdomen
- 2014: Sweet Wet Dreams
- 2017: Shake
- 2017: All the Things
- 2017: Good Times
- 2019: One Last Fire
- 2019: Long Long Way

## Videoalben und Musikvideos

### Videoalben
| Jahr | Titel            | Höchstplatzierung, Gesamtwochen, AuszeichnungChartplatzierungen (Jahr, Titel, Platzierungen, Wochen, Auszeichnungen, Anmerkungen) | Höchstplatzierung, Gesamtwochen, AuszeichnungChartplatzierungen (Jahr, Titel, Platzierungen, Wochen, Auszeichnungen, Anmerkungen) | Höchstplatzierung, Gesamtwochen, AuszeichnungChartplatzierungen (Jahr, Titel, Platzierungen, Wochen, Auszeichnungen, Anmerkungen) | Höchstplatzierung, Gesamtwochen, AuszeichnungChartplatzierungen (Jahr, Titel, Platzierungen, Wochen, Auszeichnungen, Anmerkungen) | Höchstplatzierung, Gesamtwochen, AuszeichnungChartplatzierungen (Jahr, Titel, Platzierungen, Wochen, Auszeichnungen, Anmerkungen) | Anmerkungen                             |
| Jahr | Titel            | DE | AT | CH | UK | SE | Anmerkungen                             |
| ---- | ---------------- | --- | --- | --- | --- | --- | --------------------------------------- |
| 2006 | Down in the Past | DE85 (1 Wo.)DE | AT9 (2 Wo.)AT | — | — | — | Erstveröffentlichung: 28. Dezember 2006 |

Weitere Videoalben
- 2009: Give Me Fire! Special Edition
- 2010: MTV Unplugged – Above and Beyond: Mando Diao

### Musikvideos
| Jahr | Titel                                                | Regisseur(e)                 |
| ---- | ---------------------------------------------------- | ---------------------------- |
| 2002 | Mr. Moon                                             | Magnus Härdner               |
| 2002 | The Band                                             | Håkan Schüler                |
| 2003 | Sheepdog                                             | Pontus Andersson             |
| 2003 | Paralyzed                                            | Håkan Schüler                |
| 2004 | Clean Town                                           | Amir Chamdin                 |
| 2004 | God Knows                                            | Johan Torell, John Nordqvist |
| 2004 | Down in the Past                                     | Kristoffer Diös              |
| 2005 | You Can’t Steal My Love                              | Mauricio Molinari            |
| 2006 | Long Before Rock ‘N’ Roll                            | Daniel Eskils                |
| 2006 | Good Morning, Herr Horst                             | Lovisa Inserra               |
| 2006 | TV & Me                                              | Kalle Haglund                |
| 2007 | The Wildfire (If It Was True)                        | Gilly Barnes                 |
| 2007 | Ochrasy                                              | Lovisa Inserra               |
| 2007 | If I Don’t Live Today, Then I Might Be Here Tomorrow | Andreas Nilsson              |
| 2007 | Never Seen the Light of Day                          | Marcus Engstrand             |
| 2008 | Train on Fire                                        | John Boisen, Björn Fävremark |
| 2008 | Dance with Somebody                                  | Matt Wignall, Vern Moen      |
| 2009 | Gloria                                               | Jörn Heitmann                |
| 2009 | Mean Street                                          | Matt Wignall                 |
| 2009 | Nothing Without You                                  | Matt Wignall                 |
| 2013 | Säv, säv, susa                                       |                              |
| 2014 | Black Saturday                                       | Tim Emrem                    |
| 2014 | Sweet Wet Dreams                                     | Tim Emrem                    |
| 2014 | Money Doesn’t Make You a Man                         | Tim Emrem                    |
| 2017 | Shake                                                |                              |
| 2017 | All the Things                                       |                              |
| 2017 | Good Times                                           |                              |

## Boxsets
- 2009: Give Me Fire!

## Statistik

### Chartauswertung
|                     | DE     | AT     | CH     | UK    | SE     |
| ------------------- | ------ | ------ | ------ | ----- | ------ |
| Nummer-eins-Alben   | DE1DE  | AT1AT  | CH1CH  | UK—UK | SE2SE  |
| Top-10-Alben        | DE5DE  | AT4AT  | CH5CH  | UK—UK | SE11SE |
| Alben in den Charts | DE12DE | AT11AT | CH10CH | UK—UK | SE13SE |

|                       | DE    | AT    | CH    | UK    | SE     |
| --------------------- | ----- | ----- | ----- | ----- | ------ |
| Nummer-eins-Singles   | DE—DE | AT1AT | CH—CH | UK—UK | SE—SE  |
| Top-10-Singles        | DE2DE | AT1AT | CH1CH | UK—UK | SE1SE  |
| Singles in den Charts | DE9DE | AT5AT | CH4CH | UK2UK | SE14SE |

### Auszeichnungen für Musikverkäufe
Anmerkung: Auszeichnungen in Ländern aus den Charttabellen bzw. Chartboxen sind in ebendiesen zu finden.
| Land/RegionAuszeichnungen für Musikverkäufe (Land/Region, Auszeichnungen, Verkäufe, Quellen) | Gold       | Platin     | Verkäufe | Quellen              |
| -------------------------------------------------------------------------------------------- | ---------- | ---------- | -------- | -------------------- |
| Deutschland (BVMI)                                                                           | 4× Gold4   | 2× Platin2 | 950.000  | musikindustrie.de    |
| Österreich (IFPI)                                                                            | 3× Gold3   | —          | 40.000   | ifpi.at              |
| Schweden (IFPI)                                                                              | 3× Gold3   | 5× Platin5 | 325.000  | sverigetopplistan.se |
| Schweiz (IFPI)                                                                               | —          | Platin1    | 30.000   | hitparade.ch         |
| Insgesamt                                                                                    | 10× Gold10 | 8× Platin8 |          |                      |